# Хуан-де-ла-Вега
Хуан-де-ла-Вега (ісп. Juan de la Vega) — маар у північно-центральних Андах, Чилі.
Поклади сірки широко поширені на півночі Чилі і пов'язані з вулканами, головним чином з їхніми кратерами та схилами. Деякі з них були видобуті шахтами, особливо в північній частині області. Ці вулкани є частиною Центральної вулканічної зони, вулканічної дуги, що тягнеться з півночі на південь. Помітними вулканічними структурами поблизу Хуан-де-ла-Вега є кальдера Агілар і все ще діючий вулкан Ластаррія; Хуан-де-ла-Вега знаходиться всередині кальдери Агілар на південь від купола.
Хуан-де-ла-Вега розташований неподалік від Салар-де-ла-Ісла. Це добре збережений маар, діаметр якого становить 1 км та глибиною 170 м. Він оточений пірокластичним кільцем, яке містить ксеноліти утворень фундаменту палеозою. Це кільце має потужність 10-30 м і поступово стоншується назовні. Маар займає площу 6 км2. Андезитовий лавовий потік, який був розрізаний утвореним мааром, виник 13,2 ± 0,7 млн років тому. З мааром також асоціює діатрема. 
Маар спочатку був утворений унаслідок фреатомагматичної активності, що була пов'язана з місцевим розломом. Після виверження в кратері маару відбулася гідротермальна активність, яка залишила поклади сірки як у маарі, так і в навколишніх пірокластитах. Вважається, що сірка пов'язана з сольфатарними отворами та включена в породу. Це незвичайні родовища сірки, оскільки вони пов'язані зі стратовулканами регіону.  Ця сірка була розвідана для подальшого видобутку. 